# 对2023年土耳其-叙利亚地震的反应和援助
2023年土耳其－敘利亞地震的反應和援助涉及各國政府和組織。已有66个国家派出搜救队前往震區搜救。

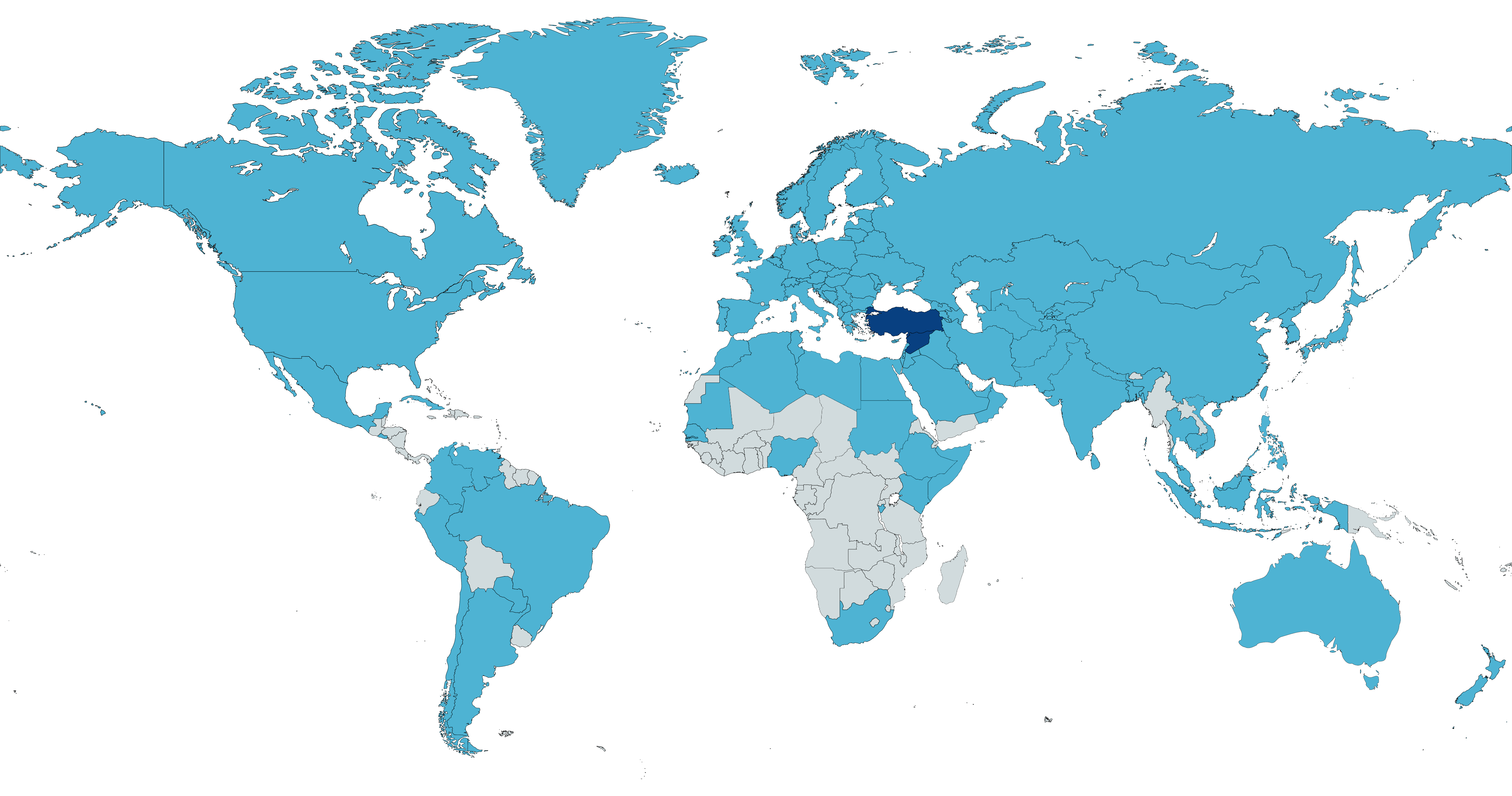
地震後向土耳其或敘利亞提供幫助或哀悼的國家（深藍色：土耳其和敘利亞）。

## 聯合國會員國和觀察員國

### 阿尔巴尼亚
- 總理埃迪·拉馬表示，由53人組成的救援隊，包括緊急救援人員和醫護人員，將於2月6日出發。 [3]

### 阿尔及利亚
- 政府宣布將派出89名民防人員前往土耳其參與救援行動。[4]第二支隊伍由 86 名專門從事自然災害的民防應急工作人員組成，於週一晚上參加救援行動。 [5] 阿爾及利亞紅新月會主席宣布，本次人道行動已向災區派出40名急救專業志願者 [5]
- 此次人道主義援助包括為敘利亞提供的 115 噸藥品、食品和帳篷，以及為土耳其提供的 95 噸各種產品。 [6]

### 阿根廷
- 外交部發表聲明，將提供包括社會衛生護理、社會心理和創傷後支持以及後勤人員。此外，亦會提供淨水藥片和消毒劑。 [7]

### 亞美尼亞
- 總理尼科爾·帕希尼揚表示，亞美尼亞隨時準備提供援助。 [8]其後，帕希尼揚與土耳其總統和敘利亞總統通電話，並表示將派遣搜救人員和糧食援助土耳其和敘利亞。[9]

- 路透社2月11日报道，长期敌对的土耳其和亚美尼亚之间，30年来首次开放边境大门，以方便向土耳其灾区运送援助物资。土耳其驻亚美尼亚特使科利奇在社交媒体上证实了此事[10]。

### 
- 總理安東尼·艾班尼斯宣布總值1000萬美元的初步人道主義援助計劃，以幫助土耳其和敘利亞的複蘇[11]，亦宣布將派遣一支最多72人的搜救隊前往土耳其。[12]

### 奥地利
- 總理卡爾·尼哈默表示，將向土耳其派遣84名救災部隊，並承諾為援助提供300萬歐元。[13]

### 
- 總統伊利哈姆·阿利耶夫表示，將向土耳其派遣一支370人的搜索和救援隊，以幫助土耳其的受影響者。[14][15] [16]

- 應總理謝赫·哈西娜的指示，來自消防和民防部門的一支12人救援隊正前往土耳其。 [17]

### 白俄羅斯
- 總統亞歷山大·盧卡申科向土耳其和敘利亞表示慰問。 [18]

### 比利时
- 將派遣B-FAST團隊提供醫療援助。總理揚·讓邦承諾提供20萬歐元的援助。[19]

### 
- 安全部長內納德·內希奇表示，將派遣50名民防人員提供援助。[20]

### 巴西
- 外交部在官方公報中宣布，向受地震影響的民眾提供人道主義援助。[21]

### 保加利亚
- 是首批提供幫助和派遣醫療救援隊的歐盟國家之一，包括兩架保加利亞空軍C-27J斯巴達飛機和軍事醫學院的醫療隊、消防安全和人口保護局和索非亞市的團隊。內政部派遣58名消防員和救援人員，攜帶救援裝備、狗和20件設備，而保加利亞紅十字會派遣了一個由12名救援人員和5只狗組成的搜索和救援隊。[22][23]

### 柬埔寨
- 宣布向土耳其捐贈 10 萬美元的人道主義援助，作為救援地震受害者的持續救援工作的一部分。 [24]

### 加拿大
- 賈斯汀·杜魯多在推特上表示：「來自土耳其和敘利亞的報導和圖像是毀滅性的。我們的心與受這些大地震影響的每個人同在，我們的心與那些失去親人的人同在。加拿大隨時準備提供援助。」 [25]

### 哥伦比亚
- 總統古斯塔沃·彼得羅承諾，將「建立聯繫，以提供具體幫助」。[26]

### 中华人民共和国
- 中共中央總書記兼國家主席習近平就土耳其、敘利亞發生強烈地震分別向土耳其總統埃爾多安、敘利亞總統巴沙爾致慰問電。[27] 。中国政府向土耳其提供4千萬元人民幣緊急援助。
- 中国红十字会向土耳其红新月会和叙利亚红新月会各提供20万美元紧急人道主义援助。[28]
- 中國宣布將向敘利亞捐贈首批220噸小麥、3000餘噸大米和小麥。[29]
- 北京市消防救援总队、中国地震应急搜救中心、应急总医院人员组成的82人救援隊及4隻搜救犬到當地救援，並向土耳其提供4千萬元人民幣緊急援助。救援隊亦共攜帶20噸救援物資和設備前往災區。[30]
- 2月8日，中国国家国际发展合作署宣布，将对叙利亚提供价值3千万人民币的紧急人道援助。[31]

### 
- 總理安德烈·普倫科維奇宣佈，克羅地亞將向土耳其派遣一支由40人組成的搜索和救援隊。[32] 主要由克羅地亞警察和克羅地亞山地救援隊組成，亦會派出克羅地亞地震工程中心的兩名專業土木工程師，他們有處理2020年彼得里尼亞地震的經驗。 [33]

### 古巴
- 古巴共產黨第一書記兼國家主席米格爾·迪亞斯-卡內爾在推特上表達哀悼，並表示古巴對土耳其人民和政府的人員傷亡表示聲援和衷心的哀悼。強烈地震造成的生命、傷害和物質損失，以及我們合作援助受害者的意願。[34]

### 賽普勒斯
- 政府表示已經準備向土耳其提供幫助。[35]

### 捷克
- 總理彼得·菲亞拉表示，捷克共和國將「派遣68名人員向土耳其提供幫助」。[36]

### 丹麦
- 發展合作大臣丹·約根森表示，丹麥將提供400萬歐元用於敘利亞和土耳其的基本人道主義援助。 [37]
- 一支由 12 人組成的丹麥-芬蘭-瑞典技術援助和支持小組已前往土耳其，該小組配備衛星和電子設備以協調應急工作。 [38]

### 埃及
- 總統阿卜杜勒-法塔赫·塞西致電敘利亞總統表示願意提供援助。[39]

- 外交部表示，「準備幫助應對這場災難」。[40]

### 薩爾瓦多
- 總統納伊布·布格磊表示：「已經準備好向土耳其提供一切必要的援助。」[41]

### 爱沙尼亚
- 總理卡亞·卡拉斯表示，準備派遣城市搜索、救援和醫療隊。[42]

### 芬兰
- 總統紹利·尼尼斯托辦公室發表聲明表示，「尼尼斯托總統致函艾爾多安總統，對在土耳其發生的悲慘地震中喪生的人們和造成的破壞表示最深切的哀悼。」 [43]

### 法國
- 總統艾曼紐·馬克宏表示，法國隨時準備向民眾提供緊急援助，並補充說，他們與遇難者家屬同在。 [44]
- 內政部長熱拉爾德·達爾馬寧表示，法國將派出139名民事安全救援人員。 [45]

### 德国
- 德國總理奧拉夫·蕭茲和外交部部長安娜琳娜·貝伯克均表示哀悼並承諾提供幫助。 [46]

- 德國聯邦技術救援署向土耳其派遣一個由50人和7只救援犬組成的搜救小組。[47]

- 德国政府；宣布向土耳其和敘利亞提供2600萬歐元的救濟資金，並將提供救濟物資[48]。推出加速签证和优先签证，允许土耳其或叙利亚家庭能够在没有繁文缛节的情况下将灾区的近亲带入德国居住[49]。

### 
- 總理伊拉克利·加里巴什維利已下令向土耳其提供緊急支持。60名攜帶相關救援裝備和機械的消防員被前往土耳其。[50]

### 希腊
- 總理基里亞科斯·米佐塔基斯致電土耳其總統，承諾提供進一步的抗災救災援助。 由21名消防员、2只救援犬和1辆特种救援车组成的团队正前往土耳其提供協助。[51] [52]
- 外交部長尼科斯·登迪亞斯和國防部長帕諾斯·帕納焦托普洛斯致電土耳其外交部長梅夫呂特·恰武什奧盧和胡爾西·阿卡爾，表示哀悼並願意提供援助。[53][54]

- 2月8日，派遣多一隊救援隊前往土耳其，包括15名消防員和3名救援人員。[55]
- 全國各人道組織、地方政府發起收集救濟物資的活動，如毯子、衣服、奶粉、尿布、餐巾紙、洗衣粉、血清、紗布、手膏、個人衛生用品、口罩、手套、防腐劑和醫療裝置。[56][57][58][59][60]

### 匈牙利
- 外交部長西雅爾多·彼得宣佈，派遣一支包括六名醫生在內的50人的搜尋和救援小組前往土耳其。[61]

### 冰島
- 外交部長索爾迪絲·科爾布倫·雷克菲約茲·吉爾法多蒂爾在推特上表示哀悼。[62]

- 一個由九人組成的救援工作和國際行動協調專家團隊已從冰島前往土耳其。[63][64]

### 印度

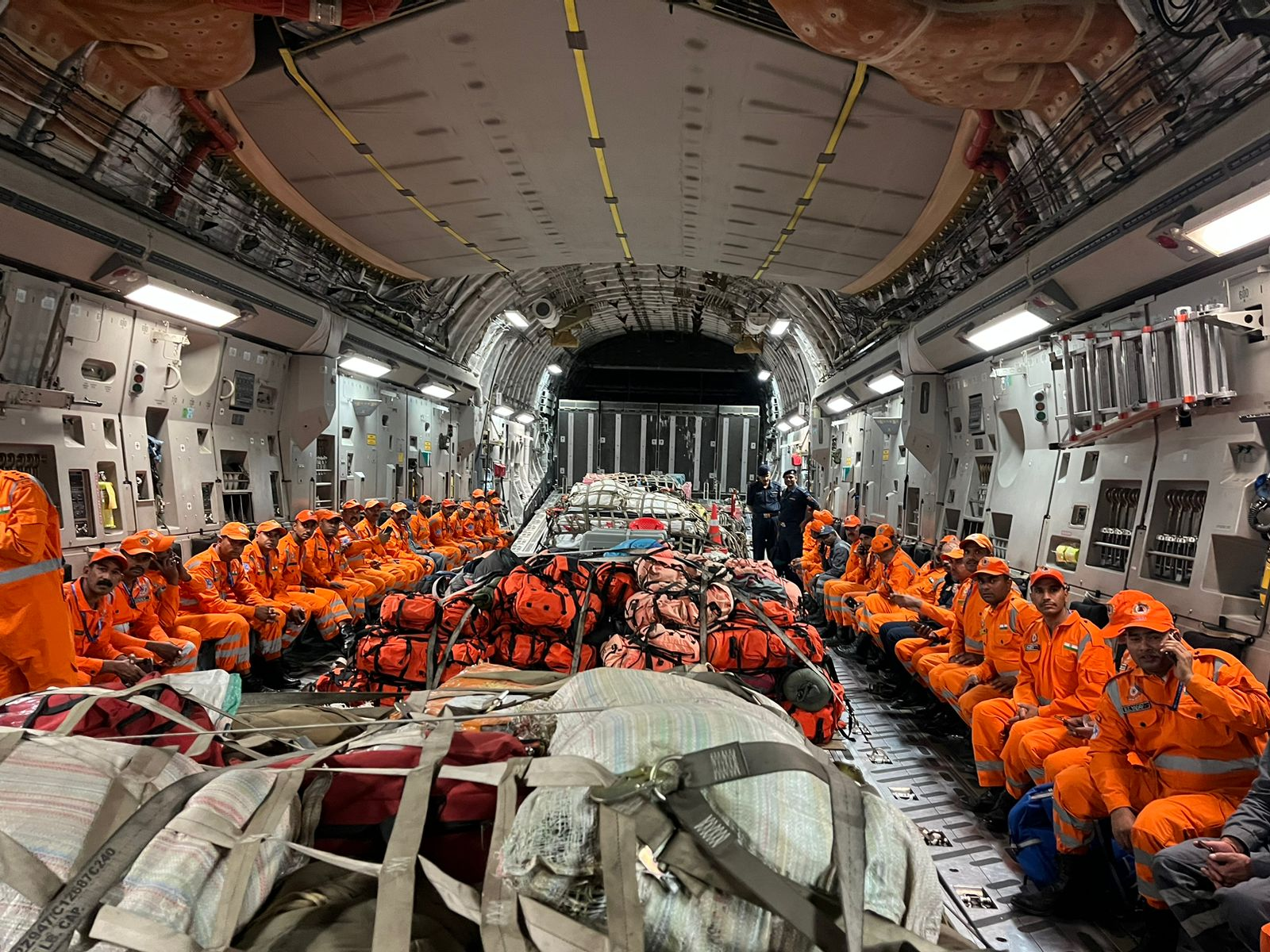
印度空軍協助運送國家救災部隊以及裝置和救援犬前往土耳其。

- 總理納倫德拉·莫迪表示，印度「準備提供一切可能的援助來應對這場悲劇」。[65]
- 印度國家救災部隊（NDRF）的兩個小組由100名人員組成，配備經過專門訓練的狗隊和裝備，準備前往災區進行搜索和救援行動。醫療隊亦正在準備就診，配備了X光機、呼吸機、制氧機、心臟監護儀等設備，建立一個擁有30個床位的臨時醫院，並與土耳其當局協調發送救援物資。[66]

### 印度尼西亞
- 中央政府向土耳其提供人道主義援助。[67]
- 中蘇拉威西省省長Rusdy Mastura要求省地方政府向土耳其提供援助。土耳其是2018年蘇拉威西島地震和海嘯期間最先提供援助的國家之一。[68][69]

### 伊朗
- 總統易卜拉欣·萊希總統表示，伊朗願意提供「救濟援助」。
- 外交部發言人納賽爾·卡納尼表示，伊朗準備向土耳其和敘利亞派遣醫療和援助小組。他將援助描述為「道德、人力和伊斯蘭責任」。[70][71]

### 伊拉克
- 政府表示將向土耳其和敘利亞派遣民防隊，提供緊急和救濟物資、食品和燃料。[72]

### 愛爾蘭
- 副總理米哈爾·馬丁表示，將提供200萬歐元的緊急資金。 [73]

### 以色列
- 總理本雅明·內塔尼亞胡表示，指示當局提供醫療援助。
- 外交部長伊萊·科恩與土耳其外交部長梅夫呂特·恰武什奧盧進行交談，並討論救援隊的派遣和援助。此外以色列方面表示會對敘利亞提供救災援助。[2][74]
- 政府向阿達納和加濟安泰普地區派遣430名搜救、救災和人道主義援助人員及30多噸救援物資。[75]
- 國防軍派出一個 150 人的搜救團隊。[75]
- 民間組織United Hatzalah 向土耳其派遣第三批醫生、護士、救援人員和精神創傷專家，以及 10 噸設備和人道主義援助，包括淨水設備。[75][76][77]

### 義大利
- 副總理兼外交部長安東尼奧·塔亞尼表示：「我剛剛會見了土耳其外交部長梅夫呂特·恰武什奧盧，以表達意大利的對事件的關懷，並準備好我民事保護。」
- 意大利軍方表示，運輸航班將攜帶設備以及衛生和其他人員。[78][79]

### 日本
- 外務省表示將派遣75名日本救災救援隊（JDR）救援人員前往土耳其進行搜索和救援行動。[80][81]

### 约旦
- 國王阿卜杜拉二世對敘利亞和土耳其地區地震中的遇難者表示哀悼。在分別致土耳其總統雷傑普·塔伊普·埃爾多安和敘利亞總統巴沙爾·阿薩德的電報中，阿卜杜拉國王表示，已發布指示，向兩國受悲劇影響的家庭提供援助。陛下在電報中表達了慰問，並祝愿傷者早日康復。 [82]

- 政府宣布向土耳其和敘利亞派出99名救援人員、5名醫生、搜救設備、帳篷和醫療用品。 [83]

### 
- 總統卡西姆若馬爾特·托卡葉夫表示將向土耳其提供援助和緊急援助。[84]

### 科威特
- 埃米爾納瓦夫·艾哈邁德·賈比爾·薩巴赫下令建造一座「空中橋梁」，以派遣「緊急援助和醫務人員」。[85]

### 
- 總統薩迪爾·賈帕羅夫向土耳其表示深切慰問和支持，並向土耳其派遣63名救援人員、食品和救援設備。 [86]

### 拉脫維亞
- 外交部長埃德加斯·林克維奇斯向遇難者家屬表示「深切哀悼」，並祝愿所有傷者早日康復。 [87]

### 黎巴嫩
- 民防總局派遣20名成員到土耳其提供援助。[88]
- 軍隊亦將派遣20名工程團成員前往土耳其參加搜索和救援行動。[89]

### 利比亞
- 總理阿卜杜勒·哈米德·德貝貝對土耳其和敘利亞悲劇的遇難者表示深切哀悼。[90]並宣布，將提供的援助包括緊急救援人員和其他專家。 [91]
- 向土耳其派遣一支由 55 人組成的小組，其中包括救援人員、醫務人員和四隻警犬。[83]

### 列支敦斯登
- 外交部通過新聞稿表示哀悼，並承諾提供 20 萬瑞士法郎的援助以示聲援。 [92]

### 立陶宛
- 總統吉塔納斯·瑙塞達總統表示，立陶宛準備提供幫助。[93]

### 马来西亚
- 首相安华·依布拉欣
- 2月6日宣布派遺智能搜索和救援小組的75名成員和两名搜救犬，以協助救援工作。
- 此外马来西亚中央政府援助200万美金。
- 2月11日马来西亚国防部派出两架运输机A400M以协助救援，
- 2月11日马来西亚皇家军队派出43名医护人员和物资前往救护[94]在啊迪亚曼设立了棉兰马来西亚医院为土耳其地震的灾民提供了人道主义援助。

### 馬爾他
- 派出一支由 32 人組成的隊伍和一隻搜救犬前往土耳其。 [48]

### 墨西哥
- 總統安德烈斯·曼努埃爾·洛佩斯·奧夫拉多爾表示，墨西哥將向兩國派遣救援隊。[95]

- 由墨西哥軍方和紅十字會人員組成的救援隊於 2 月 7 日前往土耳其。 [96]包括 150 人和 16 隻救援犬。[97]

### 摩尔多瓦
- 宣佈派遣由55名救援人員、2只救援犬和12輛全自動車輛組成的隊伍。[98]

### 摩納哥
- 阿爾貝二世親王向土耳其總統雷傑普·塔伊普·埃爾多安發送了以下郵件，表達了他對土耳其的哀悼和聲援：「總統先生，我想表達我對貴國遭受如此嚴重地震的最深切的情感，我最誠摯的哀悼，我的家人和摩納哥人民與我一起表達我們對今天受傷的人和所有遭受苦難的思念。總統先生，請放心，我們對你和你的人民的深深聲援。」  [99]

### 蒙古国
- 向土耳其派遣一支由 35 人組成的搜救隊和人道主義援助物資。 [100]

### 蒙特內哥羅
- 總統米洛·久卡諾維奇表示哀悼，並將提供所需的任何幫助。[101]

### 摩洛哥
- 政府承諾向土耳其和敘利亞邊境派遣一組專門的小組，以幫助救援工作。[102]

### 荷蘭
- 外交部長沃普克·胡克斯特拉宣佈，將向土耳其派遣一個搜尋和救援小組。[103]

### 新西兰
- 總理兼外交部長克里斯·希普金斯宣布一項150萬新西蘭元的人道主義援助計劃，以幫助土耳其和敘利亞的人道主義恢復工作，並補充說「新西蘭對地震破壞親身瞭解，我們的心與他們同在」。 [104]

### 北馬其頓
- 派遣一個由40名救援人員和22名特種部隊成員組成的團隊，其中包括約10萬歐元的財政援助、10,000條毯子和200個衛生擔架。[105][106]

### 
- 朝鮮勞動黨總書記兼國務委員長金正恩對敘利亞總統巴沙爾·阿薩德表示哀悼。[47]

### 挪威
- 首相若納斯·加爾·斯托爾表示，將提供1.5 億挪威克朗（1350 萬歐元）用於敘利亞和土耳其的基本人道主義援助，並派遣四名危機協調專家前往受災地區。 [107]

### 巴基斯坦
- 政府已指示國家災害管理局（NDMA）調動所有可用資源，包括過冬帳篷、毯子和其他關鍵的救生用品。 城市搜尋和救援小組由醫生、受過受過災區行動培訓的護理人員組成的城市搜尋和救援小組已經派出，並攜帶他們的裝置和藥品。 巴基斯坦表示，兩架C-130飛機將於週二飛往土耳其，載有救援人員和36名搜尋救援人員。[108][109]

### 巴勒斯坦
- 駐敘利亞大使宣佈有8名巴勒斯坦難民死亡，其中包括3名兒童。[110]
- 總統馬哈茂德·阿巴斯指示該國駐大馬士革大使館提供一切必要措施來支援受害者家屬。[111]

### 巴拉圭
- 外交部表示，「向遇難者家屬以及土耳其政府和人民表示誠摯慰問，並祝願傷者和受影響者早日康復」，並表示願意提供「力所能及的人道主義援助，以應對這一悲劇」。 [112]

### 菲律賓
- 總統小費迪南德·馬科斯表示，包括來自國防部和馬尼拉大都會發展局的醫療人員和工程師，將前往土耳其。[113]

### 波蘭
- 政府派遣由76名消防員和8只救援犬組成的波蘭國家消防局特別小組正前往土耳其。[114][115]

- 第二隊由 50 名成員組成的救援隊，將於 2 月 8 日抵達貝斯尼。 [116]
- 第三隊由 52 名軍醫組成的救援隊也將於 2 月 8 日前往土耳其建立野戰醫院。 [117]

### 葡萄牙
- 由國民衛隊、民防、工兵消防員和國家醫療急救醫生研究所的53名隊員和6條警犬組成的救援隊將前往土耳其。 [118][119]

### 
- 埃米爾塔米姆·本·哈馬德·阿勒薩尼表示，一個搜尋和救援小組將首往土耳其，運送救援車輛、救濟援助、帳篷和冬季用品。[85]卡塔尔還决定为土耳其、叙利亚提供10000个集装箱式房屋。这些集装箱式房屋在卡塔尔世界杯期间为全世界球迷提供了住宿。[120]

### 羅馬尼亞
- 由60名成員、4只救援犬和相關專業裝置正前往土耳其。[121][122]

### 俄羅斯
- 政府表示有100名救援人員待命，以幫助救援工作。
- 國防部長謝爾蓋·紹伊古命令駐敘利亞的俄羅斯軍隊幫助救援工作。 [123] [124]

### 沙烏地阿拉伯
- 國王薩勒曼申明，在這一對所有人都造成痛苦的事件中，沙特阿拉伯將全力支持並與土耳其站在一起。 [125]
- 國王和王儲穆罕默德·本·薩勒曼已指示薩勒曼國王人道主義援助和救濟中心運營空運，提供衛生、住所、食品和後勤援助，以減輕地震對敘利亞和土耳其人民的影響，通過“Sahem”平台組織一場全國運動，幫助土耳其和敘利亞的地震災民。 [126][127]
- 2月14日，一架装载救援物资的沙特阿拉伯飞机降落在叙利亚阿勒颇国际机场。这是叙利亚内战爆发以来，沙特飞机首次降落在叙政府控制区。[128]

### 塞爾維亞
- 政府派遣兩個特別小組（28人）和聯絡官來幫助土耳其，以及突破和切割、提升、救援、高地工作和電子搜尋的裝置。[129]

### 新加坡

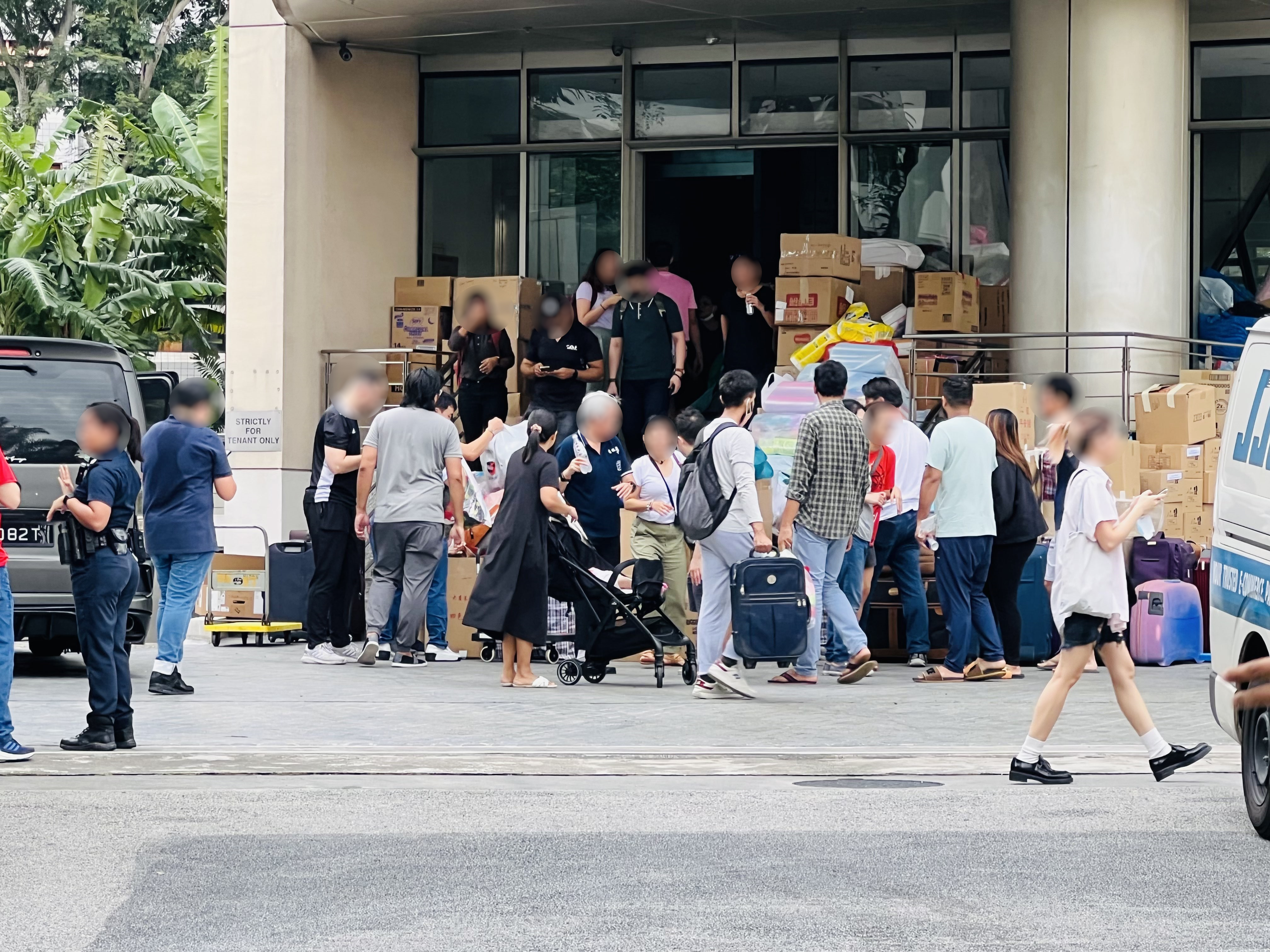
不少新加坡民眾為地震募捐

- 新加坡民防部隊派出一支 20 人的隊伍前往土耳其協助搜救工作。 [130]2月17日，新加坡救援隊回國。[131]

### 斯洛伐克
- 總理愛德華·黑格爾宣佈，13名消防員和兩名救援犬將前往土耳其。[132]

### 斯洛維尼亞
- 政府宣佈，它將派遣三名專家協助評估損失及協調救援工作。[133]

### 南非
- 總統西里爾·拉馬福薩向土耳其總統和地震遇難者表示哀悼。 [134]

### 
- 總統尹錫悅承諾向土耳其和敘利亞提供人道主義援助。[135]

### 西班牙
- 總理佩德羅·桑切斯表示：「應歐洲民防機制的要求，內政部透過民防和緊急情況總局啟動軍事應急部隊和緊急空運，以支援搜尋任務。」[136]

### 斯里蘭卡
- 外長阿里·薩布里表示願意提供協助。 [137]

### 瑞典
- 外交部部長托比亞斯·比爾斯特倫表示：「我對土耳其和敘利亞地震造成的可怕後果深感悲痛，這場地震造成了巨大的生命損失。作為瑞典的歐盟輪值主席國，我們將聯繫梅夫呂特·恰武什奧盧和敘利亞，協調歐盟在這場災難中協助這些國家。」 [138]

### 瑞士
- 外交部宣佈，將於2月6日向土耳其派遣80名專家和8只救援犬。 此外，將考慮對敘利亞提供針對性援助。[139]

### 泰國
- 派遣一支 20 人的城市搜救隊前往土耳其。 [140]

### 
- 派出一架載有人道主義援助的飛機和一支救援隊前往土耳其。[141]

### 乌克兰
- 總統弗拉基米爾·澤連斯基宣布向土耳其提供援助。[46]
- 外交部長德米特羅·庫列巴表示，烏克蘭隨時準備向土耳其派遣一大群救援人員，以協助應對危機，並正在與土耳其方面密切合作，協調部署。[142]

### 阿联酋
- 政府承諾在土耳其建立一家野戰醫院。[80]

### 英国
- 英国政府；2月8日，外交大臣詹姆士·柯維立宣布，在发生毁灭性地震后向土耳其和叙利亚提供进一步支持，从英国储备中紧急部署提供可供15,000人的帐篷和毯子等重要物品。这笔800万英镑的额外援助是在一支由77名英国搜救专家、设备和4只搜救犬组成的团队于7日抵达加济安泰普后提供的[143]。2月9日，英国空军派出一家野战医院、一支运输伤者的空中支援部队，一架载有人道主义援助物资的A400M运输机抵达土耳其[144]。2月10日，额外提供380万英镑，以帮助叙利亚的白头盔组织展开搜救行动[145]。英国动员白头盔的搜救援助金额达到420万英镑。在特拉法加廣場开设一个土耳其社区中心，国王查爾斯三世于2月14日前往访问中承诺将捐助更多物资给受害的地震社区[146]。2月19日，英国国际发展国务大臣安德鲁·米切尔前往土耳其南部访问英国医疗和援助团队[147]。
- 民间机构；2月10日，由15个慈善机构汇集的英国灾难应急委员会（DEC）发起拯救土耳其和叙利亚的一系列地震的受害者筹集资金的呼吁，成功在不到24小时内收到了约3300万英镑，其中英国政府捐款了500万英镑，苏格兰政府捐款了50万英镑[148]。2月11日，筹款呼吁筹集了超过5000万英镑，DEC成员的慈善机构ActionAid和SEMA在叙利亚为地震中受伤的人提供住院治疗[149]。2月14日，DEC筹集的资金已高达7400万英镑[146]。英国民间组织「红色大卫之星」（Magen David Adom UK）与维珍航空组成合作伙伴，为所有帮助地震的慈善机构提供紧急航班和运输服务[150]。2月19日，DEC号召的筹款呼吁达到8800万英镑，并提供了第一笔500万英镑的公共捐款给土耳其和叙利亚[147]。
- 宗教机构；英国上百座希腊东正教教堂为土耳其和叙利亚的强烈地震的受害者举办募捐[151]。

### 美国
- 總統喬·拜登表示，他「授權美國立即應對」土耳其地震，「美國支援的人道主義合作夥伴」亦正在敘利亞援救。[152]
- 美国国务卿安东尼·布林肯与北约秘书长延斯·斯托尔滕贝格举行的联合新闻发布会上宣布，美国已经向土耳其部署了150多名搜救人员，而在敘利亞，美国与多年来资助的非政府组织合作，为有需要的人提供拯救生命的援助[153]。
- 美国政府宣布将提供8500万美元的救生援助，为地震灾害中流离失所者提供住所，以及食品、药品和其他急需的援助。在国防部的运输支持下，由159名成员和12条救援犬组成的两支美国搜救队，以及部署了大约170,000磅的专用工具和设备，以支持土耳其和叙利亚的搜救工作。美国海军欧洲司令部也从旁协调美国的军事援助工作。美国资助的人道主义合作伙伴在叙利亚所有地区提供援助，包括医疗服务、庇护所支持、食品援助以及获得水、环境卫生和个人卫生。并与土耳其当局合作，以确保联合国提供的跨境援助前往叙利亚的Bab al-Hawa的过境点能够恢复。财政部向叙利亚颁发广泛的通用许可证，向叙利亚人民提供救灾援助提供额外授权，有效期为6个月，美国的人道主义援助将直接提供给叙利亚人民[154]。2月19日，美国宣佈再向土耳其和叙利亚再提供1亿美元的人道主义援助。[155]
- 民间社会；一名来自巴基斯坦的美国居民匿名向土耳其和叙利亚地震的灾民捐款3000万美元[156]。

### 
- 總統肖開提·米爾則亞耶夫下令向土耳其派遣一個搜救小組和人道主義援助。[157]

### 越南
- 國家副主席、代主席武氏映春向土耳其和敘利亞致以慰問。 [158]

## 非聯合國成員國

### 塔利班
- 阿富汗伊斯蘭酋長國宣布將向地震災民提供16.6萬美元援助。[159]

### 科索沃
- 總統韋約莎·奧斯曼尼表示，科索沃「準備通過科索沃安全部隊提供必要的援助」。[160]當天晚些時候，一支專門的特遣隊被派往土耳其。 [161]

### 北賽普勒斯
- 總統埃爾辛·塔塔爾表達了他們的聲援，並表示他們將派出59人的搜救隊，共8輛車。[162]

### 中華民國
- 總統蔡英文和副總統賴清德捐出一個月的所得約40萬新台幣為土耳其賑災，行政院院長陳建仁和副院長鄭文燦同樣將捐出一個月的所得賑災[163]。同時宣布政府援助200萬美元[164]，及派出兩批救援隊伍。
- 中華民國政府派出的國際人道救援隊第一批搜救人員40人、搜救犬3隻及器材6.8噸[165]、第二批搜救人員90人、搜救犬2隻及器材5.7噸，總計130人5犬前往土耳其救災[166]。
- 臺灣民間救援隊中華民國搜救總隊派出21人搜救隊伍前往土耳其救災。

### 香港
- 香港政府在2月8日派出保安局、消防處、入境事務處和衛生署等59名人員組成的搜救隊前往土耳其，協助地震災場的搜救工作。[167]。